# Diente de perro (arquitectura)

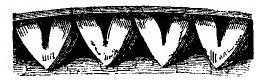
Adorno de dientes de perro

En arquitectura, un patrón de diente de perro es un adorno que se encuentra en las molduras del trabajo medieval de principios del siglo XII, que se cree que fue introducido por los cruzados . El ejemplo más antiguo se encuentra en la sala de Rabbath Ammon en Moab en Jordania (c. 614) construida por los sasánidas, donde decora la moldura del arco de las arcadas ciegas y las hileras de cuerdas.  El patrón consta de cuatro pétalos de flores que forman un cuadrado o un diamante con elementos centrales. Los pétalos tienen la forma del diente canino cónico puntiagudo, diente de ojo o canino.

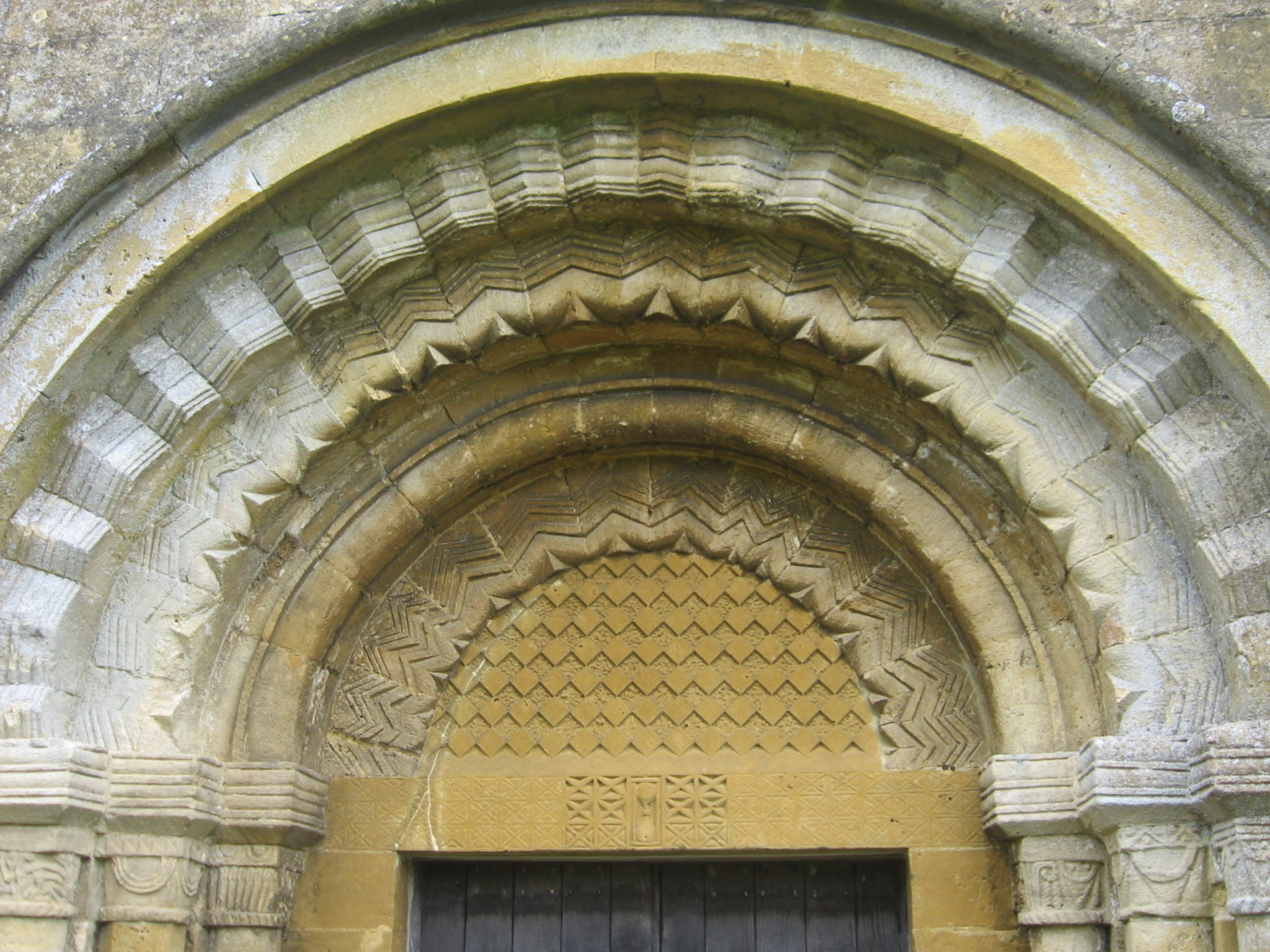
Arco normando en St Michael's and All Angels Church, Guiting Power, en Gloucestershire, Inglaterra

En el ábside de una iglesia en Murano, cerca de Venecia, se emplea de manera similar. En los siglos XII y XIII se siguió elaborando con tallas, perdiendo por tanto su forma primitiva, pero constituyendo un elemento decorativo de gran belleza. En la catedral de Elgin en Escocia, el adorno de dientes de perro en la arquivolta se convierte en una hoja de cuatro lóbulos, y en la iglesia de piedra en Kent, un tipo de flor mucho más enriquecido. Se suponía que el término se originaba en una semejanza con el diente de perro violeta, pero la idea original de un diente saliente es una explicación suficiente.